# 爨仁弘
爨仁弘（?—?），唐朝爨氏豪酋，爨荣宗的兒子。
他的高祖父是唐高祖的昆州（今云南省昆明市）刺史爨宏達，唐睿宗垂拱四年（688年），其祖父爨乾福擔任昆州刺史。爨仁弘被唐朝封為特進、郎州（今云南省曲靖市）刺史、南寧郡王。其子爨歸王、爨摩湴。